# Erechthias polyplecta
Erechthias polyplecta är en fjärilsart som beskrevs av Turner 1923. Erechthias polyplecta ingår i släktet Erechthias och familjen äkta malar. Inga underarter finns listade i Catalogue of Life.